# Langa de Duero
Langa de Duero è un comune spagnolo di 856 abitanti situato nella comunità autonoma di Castiglia e León.